# Cieli immensi
Cieli immensi è un singolo della cantante italiana Patty Pravo, il primo tratto da Eccomi, il suo ventiseiesimo album di inediti. Il brano, scritto da Fortunato Zampaglione e prodotto da Michele Canova Iorfida, partecipa al Festival di Sanremo 2016, classificandosi al sesto posto e aggiudicandosi il Premio della Critica "Mia Martini".

## Descrizione
Si tratta di una ballad pop, che l'interprete descrive come: "Una canzone d'amore, abbastanza particolare. Un pezzo di ampio respiro melodico che racconta il rapporto tra due persone. Dire che è una ballata 'romantica' forse non è una definizione giusta. Racconta piuttosto un amore incasinato... Se fosse stato amore e basta, io e te mano nella mano, il pezzo non sarebbe andato avanti!".

## Video musicale
Il videoclip è stato girato nel mese di dicembre 2015 nello studio di registrazione M8Studios di Milano e diretto da Jacopo Rondinelli. È stato pubblicato il 10 febbraio 2016, appena dopo l'esecuzione di Patty Pravo al Festival di Sanremo 2016, sul canale Youtube di Warner Music Italy ed in solo sei giorni ha raggiunto un milione di visualizzazioni.

## Tracce
1. Cieli immensi – 4:15 (Fortunato Zampaglione)

## Classifiche
| Classifica (2016) | Posizione massima |
| ----------------- | ----------------- |
| Italia            | 16                |